# Naito Masatoyo
Naito Masatoyo (Japans: 内藤昌豊) (1522 - 29 juni, 1575) was een samoerai uit de late Sengoku-periode. Hij verwierf faam als een van de Vierentwintig generaals van Takeda Shingen. Masatoyo was de tweede zoon van Kudo Toratoyo, een belangrijke vazal van Takeda Nobutora. Hij heette in die tijd Kudo Sukenaga. Er kwam een einde aan de voorspoed van de familie toen Toratoyo uit de gratie raakte bij Nobutora en door hem werd gedood.
Sukenaga en zijn broer wisten te ontsnappen aan de Takeda-clan en, volgens de meest gangbare theorie, leidden een reizend bestaan in de regio Kanto. Nadat Nobutora verbannen werd door zijn zoon Takeda Shingen, riep Shingen de Kudo broers terug, gaf ze hun land terug en stond het toe dat de familie werd hersteld. Shingen vergaf Toratoyo ook officieel alle fouten en stuurde een excuusbrief en geld. Verder kregen de Kudo het bevel over vijftig man cavalerie en kregen ze de rang samurai-taisho (侍大将).
In 1566 kreeg hij kasteel Minowa in de provincie Kozuke nadat de Takeda het hadden veroverd. Bij Mikatagahara (1573) leidde hij een aanval op de Tokugawa linies en hij vocht in de voorste linies te Nagashino (1575). Hij was oorspronkelijk tegen de aanval te Nagashino en werd tijdens het gevecht meerdere malen door pijlen getroffen alvorens te worden onthoofd door Asahina Yasukatsu. Hij werd geroemd om zijn warme karakter en zijn talenten in zowel de krijgskunst als administratie. Hij was een mentor van Takeda Katsuyori, de vierde zoon en opvolger van Takeda Shingen. Bij Nagashino had hij een onenigheid met Katsuyori en wierp zich hierna in de strijd, waar hij een eervolle dood stierf.

Akiyama Nobutomo · Amari Torayasu · Anayama Nobukimi · Baba Nobuharu · Hara Masatane · Hara Toratane · Ichijo Nobutatsu · Itagaki Nobukata · Kosaka Masanobu · Naito Masatoyo · Obata Masamori · Obata Toramori · Obu Toramasa · Oyamada Nobushige · Saigusa Moritomo · Sanada Nobutsuna · Sanada Yukitaka · Tada Mitsuyori · Takeda Nobukado · Takeda Nobushige · Tsuchiya Masatsugu · Yamagata Masakage · Yamamoto Kansuke · Yokota Takatoshi